# Jesse Carver

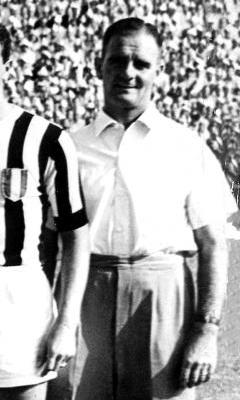
Carver als trainer van Juventus

Jesse Carver (Liverpool, 7 juli 1911 – Bournemouth, 29 november 2003) was een Engels voetballer en voetbalcoach.
Carver speelde als centrale verdediger vanaf 1929 voor Blackburn Rovers FC en tussen 1936 en 1939 voor Newcastle United FC. Door de Tweede Wereldoorlog eindigde zijn spelersloopbaan; in de oorlog was hij politieagent.
Na de oorlog werd hij trainer en begon als assistent bij Huddersfield Town FC. Hij ging naar Nederland waar hij in 1946 Xerxes trainde en tussen 1947 en 1948 bondscoach van het Nederlands voetbalelftal was waarmee hij deelnam aan de Olympische Zomerspelen in 1948. Daarna trainde hij Millwall FC en was hij succesvol bij Juventus waarmee hij in 1950 de Serie A won. Carver was steeds voor één seizoen actief bij verschillende Engelse en Italiaanse teams en beëindigde zijn trainersloopbaan in 1970 bij APOEL FC op Cyprus.
Sjaak Alberts · 
Bram Appel · 
Jos Beenhakkers ·
Jeu van Bun · 
Mick Clavan ·
Piet Kraak · 
Kees Krijgh · 
Wim Landman ·
Abe Lenstra · 
Kees Rijvers · 
André Roosenburg · 
Rinus Schaap ·
Henk Schijvenaar · 
Joop Stoffelen ·
Rinus Terlouw · 
Cock van der Tuijn · 
Arie de Vroet · 
Faas Wilkes ·
Coach: Jesse Carver

Reserves in Nederland: Louis Biesbrouck · Guus Dräger · Jan Everse · Henk Temming